# Joseph Dombrowski
Joseph Lloyd „Joe“ Dombrowski (* 12. Mai 1991 in Christiana, Delaware) ist ein ehemaliger US-amerikanischer Straßenradrennfahrer.

## Sportliche Karriere
Joseph Dombrowski fuhr Ende der Saison 2010 für das US-amerikanische Continental Team Trek Livestrong U23 als Stagiaire und hatte von 2011 bis 2012 dort einen regulären Vertrag. Beim Giro della Valle d’Aosta 2011 gewann er in Torgnon die fünfte Etappe und in der Gesamtwertung belegte er den zweiten Platz hinter dem Sieger Fabio Aru. Im Jahr 2012 gewann er zwei Etappen und die Gesamtwertung des U23-Etappenrennens Giro Ciclistico d’Italia.
Hierauf erhielt er im Jahr 2013 seinen ersten Vertrag bei einem UCI ProTeam, der britischen Mannschaft Sky Professional Cycling. Im Jahr 2015 gewann er als Mitglied des Teams Cannondale-Garmin eine Etappe und die Gesamtwertung der Tour of Utah, 2016 erneut eine Etappe dieser Rundfahrt.
Während seiner Karriere bestritt Dombrowski dreizehn Grand Tours. Sein erster Start erfolgte 2015 mit der Vuelta a España, die er auf Platz 46 der Gesamtwertung beendete. 2019 belegte er beim Giro d’Italia Rang zwölf.
Beim Giro d’Italia 2021 entschied Dombrowski die 4. Etappe für sich, sein größter Erfolg als Radsportler. Aufgrund einer Gehirnerschütterung, die er sich beim Sturz in der 5. Etappe zuzog, musste er die Rundfahrt aufgeben – er war bis dato der Führende in der Bergwertung.
Nach Ablauf der Saison 2023 beendete Dombrowski seine Laufbahn als Radrennfahrer.

## Erfolge
2011
- Bergwertung Ronde de l’Isard
- eine Etappe und Nachwuchswertung Giro della Valle d’Aosta

2012
- Nachwuchswertung Tour of the Gila
- Gesamtwertung, zwei Etappen und Nachwuchswertung Giro Ciclistico d’Italia
- Nachwuchswertung Tour of Utah
- Nachwuchswertung USA Pro Challenge

2013
- Mannschaftszeitfahren Giro del Trentino

2015
- Gesamtwertung und eine Etappe Tour of Utah

2019
- eine Etappe Tour of Utah

2021
- eine Etappe Giro d’Italia

## Grand-Tour-Platzierungen
| Grand Tour            | 2015 | 2016 | 2017 | 2018 | 2019 | 2020 | 2021 | 2022 | 2023 |
| --------------------- | ---- | ---- | ---- | ---- | ---- | ---- | ---- | ---- | ---- |
| Giro d’ItaliaGiro     | –    | 34   | 69   | 63   | 12   | 43   | –    | 22   | 59   |
| Tour de FranceTour    | –    | –    | –    | –    | –    | –    | –    | 42   | –    |
| Vuelta a EspañaVuelta | 46   | 88   | 101  | –    | –    | –    | 39   | –    | 57   |